# Цивільний кодекс Аргентини
Цивільний кодекс Аргентини (ісп. Código Civil de la República Argentina, Ley Nº 340) — нечинний на сьогодні акт цивільного законодавства Аргентинської Республіки. Був затверджений 25 вересня 1869 року Законом № 340, і набув чинності 1 січня 1871 р. Діяв до 1 серпня 2015 року, коли замінений Цивільним і торговим кодексом.
Є результатом кількох спроб кодифікації права. Кульмінацією цих зусиль став 1864 рік, коли президент Бартоломе Мітре доручив юристу Далмасіо Велесу Сарсфілду написати Цивільний кодекс. Законопроєкт був прийнятий і став зобов'язуючим правом країни через Закон № 340 від 25 вересня 1869 р.; він набув чинності 1 січня 1871 р. Цивільний кодекс містив 4051 статтю і відображав принципи лібералізму та індивідуалізму XVII ст. Після його ухвалення він кілька разів змінювався різними законами відповідно до потреб правозастосування і судової практики.

## Тексти кодексу
- Ley 340/1869 Código Civil // Argentina.gob.ar (Portal oficial del Estado argentino)
- LEY NACIONAL 340 1869 // Boletín Oficial del Gobierno de la Ciudad de Buenos Aires
- Código Civil su aprobación // InfoLeg — Información Legislativa
- Código Civil de la República Argentina, Ley 340 Código Civil // Registro de la Propiedad Inmueble

## Додаткові посилання
- Julieta Marotta and Agustín Parise. Argentina — On Codes, Marriage, and Access to Justice: Recent Developments in the Law of Argentina, 7 J. Civ. L. Stud. (2014)
- The Scope and Structure of Civil Codes — A Comparative Analysis. / Julio César Rivera (ed.). Heidelberg, etc., Springer, 2014.
- Agustín Parise. Influence of the Louisiana Civil Code of 1825in Latin-American Codification Movements: The References to Louisiana Provisions in theArgentine Civil Code of 1871
- Agustín Parise. Legal Transplants and Codification: Exploring the North American Sources of the Civil Code of Argentina (1871) // Jindal Global Law Review. Volume 2, Issue 1, 2010. (+ Agustín Parise. Legal Transplants and Codification: Exploring the North American Sources of the Civil Code of Argentina (1871) // ISAIDAT Law Review. 2011. 1(2), 1 — 64.)
- Agustín Parise. Legal Transplants and Codification: Exploring the North American Sources of the Civil Code of Argentina (1871) // Legal Culture And Legal Transplants: La Culture Juridique et L'acculturtion Du Droit / Jorge A. Sánchez Cordero and George Bermann (eds). — México, D.F., 2012.
- David Fabio Esborraz. Nuovo Codice civile e commerciale della Repubblica Argentina (circolazione del modello giuridico italiano nel) (+ David Fabio Esborraz. L'influsso del diritto italiano sul nuovo Progetto di «codice civile e commerciale» della Repubblica Argentina)
- Lavický, Petr. Private Law Reform / Petr Lavický, Jan Hurdík and collective. — 1. st. edition. Brno: Masaryk University, 2014. — 329 p.

| Прапор Аргентини | Це незавершена стаття про Аргентину. Ви можете допомогти проєкту, виправивши або дописавши її. |